# Marc Girardelli
Marc Girardelli (18. srpnja 1963., Lustenau, Austrija) je bivši austrijski i luksemburški alpski skijaš.
Prvo je počeo skijati za austrijsku reprezentaciju, ali je zbog neslaganja s trenerom prešao pod zastavu Luksemburga. Svoju veliku karijeru počeo je prvim postoljem u Wengenu 1981. godine. Svoju prvu pobjedu ostvario je u švedskom Gällivareu u utrci slaloma 1983. godine. Ubrzo nakon toga pretrpio je prvu veću ozljedu, stradali su ligamenti lijevog koljena, pa je na novu pobjedu morao čekati godinu dana. U sezoni 1983./1984. nanizao je 5 slalomskih pobjeda i u ukupnom poretku za veliki kristalni globus zauzeo treće mjesto. U sljedećoj sezonio slavio je u 11 utrka, te osvojio male kristalne globuse u slalomu i veleslalomu.
U sezoni 1988./1989. uspio je ostvariti pobjede u svim disciplinama Svjetskog kupa. Te je godine po treći put osvojio veliki kristalni globus. 1990. godine je doživio tešku nesreću, pa je propustio cijelu sljedeću sezonu. Vratio se 1991. godine starim navikama pobjeđivanja i četvrti put ponio naslov pobjednika Svjetskog kupa. Ponovio je to još jednom 1993. godine što ga čini rekorderom u povijesti Svjetskog kupa. Nitko osim njega nije uspio 5 puta osvojiti veliki kristalni globus. 
Osim tih uspjeha ima i dva srebra s Olimpijskih igara u Albertvilleu 1992. u veleslalomu i Super G-u. Na svjetskim prvenstvima osvojio je 11 medalja (4 zlata, 4 srebra i 3 bronce). 

## Pobjede u Svjetskom kupu
| Datum              | Skijalište             | Disciplina  |
| ------------------ | ---------------------- | ----------- |
| 27. siječnja 1983. | Gällivare              | Slalom      |
| 16. siječnja 1984. | Parpan                 | Slalom      |
| 22. siječnja 1984. | Kitzbühel              | Slalom      |
| 15. veljače 1984.  | Borovets               | Slalom      |
| 18. ožujka 1984.   | Åre                    | Slalom      |
| 24. ožujka 1984.   | Oslo                   | Slalom      |
| 2. prosinca 1984.  | Sestriere              | Slalom      |
| 11. prosinca 1984. | Sestriere              | Veleslalom  |
| 17. prosinca 1984. | Madonna di Campiglio   | Super G     |
| 4. siječnja 1985.  | Bad Wiessee            | Slalom      |
| 13. siječnja 1985. | Kitzbühel              | Slalom      |
| 21. siječnja 1985. | Wengen                 | Slalom      |
| 27. siječnja 1985. | Garmisch-Partenkirchen | Super G     |
| 16. veljače 1985.  | Kranjska Gora          | Slalom      |
| 10. ožujka 1985.   | Aspen                  | Veleslalom  |
| 20. ožujka 1985.   | Park City              | Slalom      |
| 23. ožujka 1985.   | Heavenly Valley        | Slalom      |
| 15. prosinca 1985. | Alta Badia             | Kombinacija |
| 5. veljače 1986.   | Crans-Montana          | Super G     |
| 7. veljače 1986.   | St. Anton              | Kombinacija |
| 1. ožujka 1987.    | Furano                 | Super G     |
| 15. ožujka 1987.   | Calgary                | Super G     |

| Datum              | Skijalište        | Disciplina  |
| ------------------ | ----------------- | ----------- |
| 22. ožujka 1987.   | Sarajevo          | Veleslalom  |
| 6. prosinca 1988.  | Sestriere         | Slalom      |
| 17. prosinca 1988. | Kranjska Gora     | Slalom      |
| 13. siječnja 1989. | Kitzbühel         | Spust       |
| 15. siječnja 1989. | Kitzbühel         | Kombinacija |
| 17. siječnja 1989. | Adelboden         | Veleslalom  |
| 20. siječnja 1989. | Wengen            | Spust       |
| 21. siječnja 1989. | Wengen            | Spust       |
| 22. siječnja 1989. | Wengen            | Kombinacija |
| 26. veljače 1989.  | Whistler Mountain | Super G     |
| 13. siječnja 1991. | Kitzbühel         | Kombinacija |
| 13. siječnja 1991. | Kitzbühel         | Slalom      |
| 15. siječnja 1991. | Adelboden         | Veleslalom  |
| 8. prosinca 1991.  | Val d'Isère       | Super G     |
| 13. prosinca 1992. | Alta Badia        | Veleslalom  |
| 20. prosinca 1992. | Kranjska Gora     | Veleslalom  |
| 12. siječnja 1993. | St. Anton         | Super G     |
| 23. siječnja 1994. | Wengen            | Super G     |
| 15. siječnja 1995. | Kitzbühel         | Kombinacija |
| 22. siječnja 1995. | Wengen            | Kombinacija |
| 21. siječnja 1996. | Veysonnaz         | Kombinacija |

## Vanjske poveznice
- Ski profil
- Statistika FIS-a  Arhivirana inačica izvorne stranice od 29. rujna 2007. (Wayback Machine)